# Cần sa ở Canada
Việc trồng cây cần sa - thường được gọi là cần sa — hiện tại là một việc làm hợp pháp ở Canada nhưng chỉ cho mục đích y học, theo các điều kiện được nêu trong Quy định về Cần sa cho Mục đích Y tế (ACMPR) do Health Canada cung cấp, và hạt giống, ngũ cốc và sản xuất xơ, chỉ theo giấy phép do Health Canada cấp. Vào giữa tháng 10 năm 2018, Canada sẽ trở thành quốc gia thứ hai trên thế giới, sau Uruguay, chính thức hợp pháp hoá thuốc; ở Hà Lan, cần sa không chính thức hợp pháp nhưng chính thức được chính quyền đồng ý.